# FACE MAKER
『FACE MAKER』（フェイスメーカー）は、2010年10月7日から同年12月30日まで、読売テレビ制作・日本テレビ系列の木曜ナイトドラマ枠で、毎週木曜日23:58 - 翌0:38（JST）に放映されたテレビドラマ。
キャッチコピーは「その美容整形外科医は、人生を移植できる。」

## 概要
一話完結型のサスペンスドラマで、毎回ゲストキャラクターが主人公の元を訪れる内容となる。主演の永井大は初の医師役を演じる。主人公の助手・霧島京子役がプロ・アマ問わず公募オーディションで選考され、応募総数1350人の中から日向千歩がその座を射止めた。日向は地上波の連続ドラマのレギュラー出演は今作が初となる。
当初の番組宣伝では主人公の役柄は「天才整形外科医」とされていたが、後に「天才美容整形外科医」と訂正された。しかし顔面の美容手術といった領域を扱うのは医療法で定められた診療科名のうち「美容外科」もしくは「形成外科」であり、運動器を扱う「整形外科」は分野外で該当しない。また法的に修飾語の重複は認められないので美容整形外科などという診療科名はあり得ず、実際に標榜する医師がいたら医療法違反である。

## あらすじ
かつてアメリカ連邦保安局の証人保護プログラムによる整形手術で唯一の日本人執刀医だった霧島瞬は、現在『ペルソナクリニック』を経営しており、その天才的な整形手術の腕前から、闇の世界では"FACE MAKER"と呼ばれていた。彼は患者から料金を受け取らない代わりに、それまで持っていた患者の顔を報酬としてもらっていた。
彼の元を訪れた患者は、新しい顔と共に新しい人生を歩むことになるが、その矢先に古い自分の顔を持った誰かが現れて、予想外の結末を迎える。

## キャスト

### メインキャスト
霧島瞬（きりしま しゅん） - 永井大
本作の主人公。元はアメリカ連邦保安局・証人保護プログラムに参加する唯一の日本人執刀医だったが、敵対するマフィアに命を狙われて記憶喪失となる。その後、日本で「ペルソナクリニック」を経営する。顔の骨格や声も変えられる程の天才的な整形手術の腕前から、裏の世界では、"FACE MAKER"と呼ばれる。フェイスライブラリーの中から顔を1つ選ばせ、手術は1度しか行なわない。常に冷静沈着で厳格な性格。洞察力が鋭く、目や顔の筋肉の動きで相手の心を読むことが出来る。
本名は、神坂蓮（かみさか れん）。記憶喪失になった際、証人保護プログラムによって整形・改名された。
霧島京子（きりしま きょうこ） - 日向千歩
本作のヒロイン。瞬の妹で助手としても常に瞬を支える存在。普段は「ペルソナクリニック」で受付をしている。性格は瞬と比べて穏やか。好物はユッケ。趣味は散歩。漫画家・如月リリカのファン。
その正体は証人保護プログラムの保護官で、瞬を保護する為に派遣されており、敢えて彼に妹と思い込ませていた。番組携帯HPの携帯小説では、自身の過去が書かれている。

### 準レギュラーキャスト
沢田（さわだ） - 神保悟志（第1・5・11 - 最終話）
新東警察署の刑事。オープニングタイトルのナレーションも担当。

### 各話登場人物
太字は「ペルソナクリニック」で顔を変えた患者。
第1話
- 島野佳代子→樋口麗美 - 安藤玉恵→加藤あい
- 遠藤弘明 - 袴田吉彦

第2話
- 内田優子→園部美和 - 吉田羊→井上和香
- 内田保 - 長谷川朝晴
- 内田幸太 - 小林海人

第3話
- 増渕恵美子→安西エリナ - 佐藤寛子→藤井美菜
- 橋本亜美 - 佐藤寛子
- 小島 - 武発史郎
- 増渕健三 - 内藤均
- 増渕聡美 - 諸橋玲子

第4話
- 大久保優→川島直樹 - 野村宏伸→津田寛治
- 仙波 - 岡田正典
- 仙波冴子 - 水崎綾女
- 瀬古健二 - 乃木涼介
- リンチにあうサラリーマン - 骨川道夫
- サラリーマン - 黒田浩史

第5話
- 工藤初美→志村奈々 - 町田マリー→MEGUMI
- 小山内史郎 - 渡邉紘平
- 守谷恵一 - 椿基之
- 真奈美 - 小林恵美
- 恵子 - 太田彩乃
- 雑貨店の店主 - 岩本宗規
- 上原刑事 - 加藤マサキ

第6話
- 小島美世子→逢坂愛 - 渡辺海弓→岩佐真悠子
- 山科麗奈→小島美世子 - 滝沢沙織→渡辺海弓
- 「ナイトローズ」のママ - 佐藤綾
- 佳織 - 手島優
- 美咲 - 葛西幸菜
- 竹中社長 - 窪園純一
- 浦沢金吾 - 神田瀧夢
- 医療機器業者 - 井俣太良
- 10歳の美世子（回想） - 山上夏蓮
- 10歳の麗奈（回想） - 寺本純菜

第7話
- 高津涼→田坂顕 - 尾関伸嗣→佐藤祐基
- 朝倉千春 - 近野成美
- 進藤光晴 - 波岡一喜
- 藤崎→高津涼 - 三浦アキフミ→尾関伸嗣
- 朝倉会長 - 鈴木一功

第8話
- 柏木香苗→鈴木朋子 - 椎名法子→矢田亜希子
- 柏木みのり→松山千代 - 川先宏美→朝加真由美
- 沖田俊作 - 富岡晃一郎
- 梶田 - 西村清孝
- 14歳の香苗（回想） - 伊藤梨沙子

第9話
- 如月信子→岡本あゆみ - 佐藤めぐみ→鈴木亜美
- 如月リリカ - 佐藤めぐみ
- 片岡慎司 - 山中聡
- 田端 - 玄里
- 桃子 - 中島果林[注 4]

第10話
- 柏木さとみ→杉原マリエ - 藤本静→星野真里
- 串崎雄也 - 中林大樹
- 葛西和之 - 瀧川英次
- 岸本ミカ - もたい陽子
- 小川寿男 - 与座嘉秋（当時ホーム・チーム）
- 田島 - 大鶴義丹
- 川崎リサ - 加藤理恵
- 中学時代のさとみ（回想） - 住吉京香
- 中学時代の雄也（回想） - 髙橋優斗
- 中学時代の和之（回想） - 三澤康平
- 中学時代のミカ（回想） - 伊川翔子
- 中学時代の寿男（回想） - 恵隆一郎

第11話
- 椎名遥→槇野美里 - 藤谷文子→白石美帆
- 黒田理子 - 真野恵里菜
- アナウンサー - 清水健（読売テレビアナウンサー）
- 理子の母親 - 七海映子
- 理子の援助交際の相手 - たなべ勝也
- ヤクザ - 杉田徳弘、田中良一

第12話
- 鍋島組極道→椎名遥 - 建みさと→藤谷文子
- 狭川真由美→小松亜紀 - 小野真弓→木下あゆ美
- 青木富士朗→小松拓朗 - 吹上タツヒロ→山本浩司
- 矢野修一 - 井上肇
- 鍋島礼二 - 古井栄一
- 鍋島組組員 - 岡野友信、佐賀藤矩、高杉心吾、増子淳一、松井武士、森本武晴
- 篠塚舞 - 田中美里

最終話
- 篠塚舞 - 田中美里→阪井あゆみ
- 上原刑事 - 加藤マサキ
- 鍋島組組員 - 岡野友信、佐賀藤矩、高杉心吾、増子淳一、松井武士、森本武晴
- キャバクラのボーイ - 安藤龍

## 劇中設定
ペルソナクリニック
瞬が経営する美容外科。表向きはビルの1階にある、ごく普通の美容外科で、実際の病院と同様、木曜日・日曜日・祝祭日は休診だが、特別な事情を抱え、顔を変えようとする患者には地下1階にある秘密の診察室に案内される。そこに入る為には専用のキーカードを用いて、エレベーターで地下1階（通常時は地下1階の階数ボタンを押せない）に下りなければならない。病院では、患者の顔を報酬に、フェイスライブラリーの中から顔を1つ選び、1度だけ手術を受けられる。なお、手術を受けた患者は、証人保護プログラム同様、名前だけではなくパスポートや運転免許証などが新しく交付される。
フェイスライブラリー
「ペルソナクリニック」地下1階の秘密の診察室にある設備。目を閉じた顔が並んでおり、その数は数千もある。患者はこの中から気に入った顔を1つだけ選ぶことが出来る。実は、これらは全て患者から報酬として貰った顔である。なお、アメリカ連邦保安局の証人保護プログラムでも、同様のフェイスライブラリーがある。

## スタッフ
- 脚本：荒井修子、高山直也、田中眞一、田辺茂範、白金カナ
- 音楽：羽岡佳
- チーフプロデューサー：堀口良則（読売テレビ）
- プロデューサー：尼子大介(読売テレビ）、遠田孝・山本喜彦（MMJ）
- 監督：植田尚・大塚徹・二宮浩行（MMJ）、塚本連平、安見悟朗
- 制作協力：MMJ
- 制作著作：読売テレビ

## 主題歌
- 阪井あゆみ「幸せのルール」（EMIミュージックジャパン）
  - 阪井は番組のポスターや公式サイトトップページのメインビジュアルにも起用されている[4]。

## サブタイトル
| 話数    | 放送日         | サブタイトル   | 脚本     | 演出     |
| ------- | -------------- | -------------- | -------- | -------- |
| File.1  | 2010年10月07日 | トラウマ       | 荒井修子 | 植田尚   |
| File.2  | 2010年10月14日 | 誘拐           | 荒井修子 | 植田尚   |
| File.3  | 2010年10月21日 | オーディション | 荒井修子 | 大塚徹   |
| File.4  | 2010年10月28日 | 身代わり       | 田中眞一 | 植田尚   |
| File.5  | 2010年11月04日 | 目撃者         | 高山直也 | 二宮浩行 |
| File.6  | 2010年11月11日 | 親友           | 田中眞一 | 二宮浩行 |
| File.7  | 2010年11月18日 | リベンジ       | 田辺茂範 | 大塚徹   |
| File.8  | 2010年11月25日 | 親子           | 荒井修子 | 植田尚   |
| File.9  | 2010年12月02日 | 双子の明暗     | 白金カナ | 植田尚   |
| File.10 | 2010年12月10日 | 同窓会         | 白金カナ | 塚本連平 |
| File.11 | 2010年12月17日 | つぐない       | 田中眞一 | 安見悟朗 |
| File.12 | 2010年12月23日 | 密告           | 田中眞一 | 植田尚   |
| File.13 | 2010年12月30日 | 真実           | 田中眞一 | 植田尚   |

- File.10・11は『NEWS ZERO』がFIFAクラブワールドカップの特集放送により10分延長されたため、10分遅延の金曜0:08開始。